# Cianoacrilati

Struttura chimica del cianoacrilato di metile.

Rientrano sotto il nome generico di cianoacrilati gli esteri dell'acido cianoacrilico. Uno tra questi, il 2-cianoacrilato di metile, è un adesivo venduto con vari marchi commerciali.

## Storia
I cianoacrilati furono sintetizzati nel 1942 da Harry Coover (chimico statunitense, 1919-2011), durante la seconda guerra mondiale nel tentativo di produrre una pellicola trasparente per i congegni di mira delle armi. Rivelatisi inadatti furono accantonati. Successivamente si trasferì presso la Eastman-Kodak e li rivalutò come collanti nel 1951. Oggi il termine cianoacrilati si riferisce ad un'ampia gamma di adesivi basati su questa struttura.

## Proprietà
Nella sua forma liquida, l'adesivo consiste di 2-cianoacrilato di metile monomero -
CH2=C(CN)COOCH3 -  avente peso molecolare 111,1, punto di infiammabilità a 79 °C e densità 1,1 g/cm³.
Deve il suo potere adesivo al fatto che per esposizione all'aria umida - ed ancor più a ioni ossidrile - polimerizza formando lunghe catene.
La reazione è rapida, l'adesione delle superfici è avvertibile già un minuto dopo l'applicazione e si completa in circa due ore rimanendo impermeabile. In alcuni prodotti sono inoltre aggiunti acceleranti capaci di sveltire il processo fino a pochi secondi, benché a lieve discapito della forza adesiva.
L'acetone è un solvente in grado di ammorbidire la colla cianoacrilica una volta asciugata.

## Applicazioni
I cianoacrilati sono adesivi tenaci, particolarmente adatti per materiali dalle superfici non porose o superfici contenenti lievi tracce d'acqua. Data la loro capacità di incollare i tessuti biologici, risultano scomodi - o perfino pericolosi - da maneggiare nella quotidianità, ma sono stati proficuamente utilizzati nella chirurgia e negli interventi ortopedici per fissare protesi metalliche alle ossa.
Data la loro reattività in presenza di tracce d'acqua, sono impiegati anche in ambito forense per rilevare impronte digitali. Vaporizzati sull'impronta, l'umidità che questa reca ne provoca la polimerizzazione formando un calco solido dell'impronta.
I cianoacrilati sono spesso usati per assemblare prototipi elettronici, modellini e come ulteriore sigillo per dadi e bulloni.
Una reazione di etilcianoacrilato con acetone e un catalizzatore biologico permette di ottenere una plastica non derivata dal petrolio, che a 210 gradi Celsius rompe i propri legami e si trasforma in vapore.

## Sicurezza
L'utilizzo di adesivi in generale e dei cianoacrilati in particolare richiede l'osservazione di alcune misure precauzionali e la conoscenza di alcune norme di sicurezza. Il tipo di pericolo deriva dalla capacità di incollaggio della pelle e dall'azione irritante per gli occhi e le vie respiratorie.

### Precauzioni per l'impiego
- Utilizzare occhiali protettivi.
- Utilizzare guanti monouso.
- Impiegare i prodotti adesivi in ambiente ben aerato e non respirarne i vapori.
- Conservare i prodotti ben chiusi e in luogo non accessibile ai bambini.

### Incidenti
- In caso di contatto accidentale con la pelle, non portare la parte a contatto con la mano o con l'altro arto, lavare abbondantemente con acqua tiepida.
- In caso di contatto con gli occhi, lavare subito con acqua e consultare un medico. Non forzare l'apertura.
- In caso di incollaggio, non utilizzare lame e non strappare i tessuti cutanei, utilizzare acqua calda o acetone con l'ausilio di un oggetto arrotondato (ad esempio, il manico di un cucchiaino) per separarli con delicatezza.